# Yaque del Sur
Lo Yaque del Sur è un fiume che scorre nella Repubblica Dominicana e sfocia nel mar dei Caraibi.
Nasce dal massiccio montuoso della Cordillera Central a più di 2700 m di altitudine, entro i confini del Parco nazionale José del Carmen Ramírez. Scorre poi lungo le pendici della Sierra de Baoruco.
Il suo corso misura 209 km di lunghezza. Scorre verso sud attraversando le valli di San Juan e di Neiba.
Il suo bacino idrografico ricopre una superficie di 4972 km².
Il fiume sfocia infine nel mar dei Caraibi nella baia di Neiba.